# Liste von Persönlichkeiten der Stadt Halberstadt
Diese Liste enthält Persönlichkeiten der Stadt Halberstadt.

## Ehrenbürger
- 1816: Wilhelm Anton von Klewiz, Zivilgouverneur
- 1832: Christian Friedrich Bernhard Augustin, Oberdomprediger
- 1837: Stelzer, Oberlandesgerichtspräsident
- 1894: Otto Fürst von Bismarck, vormaliger Reichskanzler
- 1906: Fincke, Geheimer Sanitätsrat
- 1917: Paul von Hindenburg, Generalfeldmarschall
- 1933: Adolf Hitler, Reichskanzler (als Wiedergutmachung für das ihm 1926 bei seiner Anwesenheit in Halberstadt erteilte Redeverbot)
- 1948: Paul Weber, Oberbürgermeister von Halberstadt, Regierungspräsident von Magdeburg
- 1989: Heinz Fricke, Hochschullehrer
- 1994: Walter Bolze, Architekt und Leiter des Wiederaufbaus des Doms nach dem Zweiten Weltkrieg
- 1998: Izchak Auerbach, letzter vor dem Zweiten Weltkrieg in Halberstadt geborener Jude
- 2001: Johann Peter Hinz, Künstler und Politiker
- 2003: Werner Hartmann, Heimatforscher
- 2006: Ursel Sommer, Ordensschwester und ehrenamtliche Betreuerin von Hilfsbedürftigen[1]
- 2017: Alexander Kluge, Filmemacher, Fernsehproduzent, Schriftsteller, Drehbuchautor und promovierter Jurist[2]

## Söhne und Töchter der Stadt
Die folgende Übersicht enthält in Halberstadt geborene Persönlichkeiten mit einem Wikipediaeintrag:
| Geburtsjahr | Name                                       | Sterbejahr | Beruf |
| ----------- | ------------------------------------------ | ---------- | --- |
| um 1200     | Albrecht von Halberstadt                   | 0 ?        | Dichter |
| um 1500     | Johann Winnigstedt                         | 1569       | Chronist und lutherischer Pfarrer |
| 1523        | Christoph Herdesian                        | 1585       | Jurist und evangelischer Theologe |
| 1553        | Henning Große                              | 1621       | Buchhändler und Verleger in Leipzig, „Urvater“ des Leipziger Buchhandels                                                                                      |
| 1570        | Henning Scheunemann                        | 1615       | Arzt und Alchemist |
| 1607        | Konrad Barthels                            | 1662       | lutherischer Theologe |
| 1632        | Heinrich Ammersbach                        | 1691       | evangelischer Pfarrer und Schriftsteller |
| um 1639     | Jost Liebmann                              | 1702       | Kaufmann, Hoffaktor |
| 1661        | Moses Benjamin Wulff                       | 1729       | Kaufmann, Hoffaktor in Berlin und Dessau |
| 1685        | Michael David                              | 1758       | hannoverscher Kammeragent |
| 1685        | Leonhard Christoph Rühl                    | 1741       | Pädagoge, Prediger und Autor |
| 1686        | Mordechai Halberstadt                      | 1769       | Rabbiner und Talmudgelehrter |
| 1687        | Alexander David                            | 1765       | braunschweigischer Kammeragent |
| um 1690     | Johann Heinrich Alverdes                   | 1747       | Regierungsrat und Stadtrichter |
| 1692        | Johann Heinrich Pott                       | 1777       | Chemiker und Apotheker |
| 1699        | Johann Friedrich Ruhe                      | 1776       | Kantor, Kapellmeister und Komponist |
| 1699        | Friedrich Leopold von Schwerin             | 1750       | preußischer Generalmajor, Ritter des Pour le Mérite |
| 1701        | Otto Magnus von Schwerin                   | 1777       | preußischer Generalleutnant und Gutsbesitzer |
| 1706        | Ulrich Heinrich Christoph Ruhe             | 1787       | Trompeter |
| 1710        | Philipp August Kulenkamp                   | 1797       | deutscher Jurist |
| 1713        | Christoph Heinrich von Ammon               | 1783       | preußischer Jurist und Diplomat |
| 1713        | Johann Bernhard von Höfer                  | 1784       | preußischer Oberst |
| 1714        | Friedrich Gottfried Abel                   | 1794       | Mediziner und Schriftsteller |
| 1714        | Friedrich Wilhelm Kulenkamp                | 1799       | Jurist |
| 1717        | Johann Melchior Goeze                      | 1786       | lutherischer Theologe |
| 1718        | David Klaus                                | 1793       | Kuhhirte und Philosoph |
| 1720        | Friedrich Eberhard Boysen                  | 1800       | evangelischer Theologe, Lehrer, Schriftsteller und Übersetzer                                                                                                 |
| 1721        | Johann Julius von Hecht                    | 1792       | preußischer Geheimrat und Minister am Niedersächsischen Reichskreis                                                                                           |
| 1731        | Johann Julius Albrecht Hecht               | 1804       | preußischer Regierungsdirektor im Fürstentum Halberstadt, Rittergutsbesitzer                                                                                  |
| 1732        | Karl Friedrich von Dacheröden              | 1809       | Rechtsanwalt |
| 1735        | Johann Gottfried Alsleben                  | nach 1805  | Bürgermeister in Magdeburg |
| 1746        | Justus Christian Heinrich Heyer            | 1821       | Apotheker und Chemiker |
| 1746        | Klamer Eberhard Karl Schmidt               | 1822       | Jurist und Dichter |
| 1749        | Johann Gotthelf Leberecht Abel             | 1822       | Arzt und Kunstsammler |
| 1751        | Carl Anton von Arnstedt                    | 1822       | Stiftshauptmann in Quedlinburg |
| 1753        | Johann Karl Christoph Nachtigal            | 1819       | Theologe und Erzählforscher |
| 1764        | Johann Andreas Christian Löhr              | 1823       | evangelischer Theologe und Schriftsteller |
| 1765        | Christian Gottfried Wilhelm Lehmann        | 1823       | evangelischer Geistlicher und Schulrektor |
| 1767        | Johann George Seiler                       | 1846       | Jurist und Abgeordneter der Reichsstände des Königreichs Westphalen                                                                                           |
| 1768        | Johann Christoph Matthias Reinecke         | 1818       | Universalgelehrter |
| 1771        | Gottfried Konrad Hecht                     | 1837       | Beamter und Botaniker |
| 1774        | Ludwig Heinrich Friedrich von Hecht        | 1854       | preußischer, dann bayrischer Beamter, Kriegs- und Domänenrat                                                                                                  |
| 1775        | Ernst Georg Julius Hecht                   | 1840       | Jurist |
| 1782        | Friedrich Ernst Ludwig von Fischer         | 1854       | Biologe |
| 1783        | Job von Witzleben                          | 1837       | preußischer Generalleutnant und Kriegsminister |
| 1784        | Eugen von Hirschfeld                       | 1811       | preußischer und spanischer Offizier |
| 1790        | Moritz von Hirschfeld                      | 1859       | preußischer General |
| 1791        | Zacharias Werny                            | 1892       | Soldat in den Befreiungskriegen, der letzte Lützower |
| 1793        | Friedrich Lucanus                          | 1872       | Apotheker, Kunstliebhaber und Restaurator |
| 1794        | Albrecht von Alvensleben                   | 1858       | preußischer Finanzminister |
| 1800        | Hans Herwarth von Bittenfeld               | 1881       | preußischer General |
| 1800        | Cäcilie Zeller geborene Cäcilie von Elsner | 1876       | Dichterin |
| 1802        | Friedrich Herwarth von Bittenfeld          | 1884       | preußischer General |
| 1802        | Friedrich Heinrich Kronenberg              | nach 1873  | Architekt und preußischer Baubeamter |
| 1805        | Adolf Reubke                               | 1875       | Orgelbauer |
| 1806        | Gustav Kramer                              | 1888       | Philologe |
| 1809        | Ferdinand Heine                            | 1894       | Ornithologe |
| 1813        | Wilhelm Hertzberg                          | 1879       | Philologe und Übersetzer |
| 1813        | Friedrich Wilhelm Holtze                   | 1881       | Altphilologe und Gymnasiallehrer |
| 1813        | Gottlieb Luther                            | 1879       | Unternehmer und Pionier im Mühlenbau |
| 1815        | Hermann Schaefer                           | unb.       | Maler |
| 1819        | Hermann Hoffbauer                          | 1884       | Kaufmann, Industrieller und Stifter |
| 1820        | Esriel Hildesheimer                        | 1899       | Begründer des Orthodoxen Judentums |
| 1830        | Theodor Gessner                            | 1884       | Lehrer und Gymnasialdirektor |
| 1830        | Adolphe Hirsch                             | 1901       | Schweizer Astronom und Geodät, Hochschullehrer |
| 1830        | Otto Kilburger                             | 1913       | Architekt und Baubeamter |
| 1831        | Hermann von Lucanus                        | 1908       | preußischer Staatsrat und Chef des Geheimen Zivilkabinetts |
| 1832        | Max Hirsch                                 | 1905       | Verlagsbuchhändler, Mitbegründer der Gewerkvereine, Sozialpolitiker und Schriftsteller                                                                        |
| 1833        | Karl von Horn                              | 1911       | preußischer Verwaltungsbeamter, Regierungspräsident des Regierungsbezirks Marienwerder                                                                        |
| 1834        | Gustav Ebe                                 | 1916       | Architekt und Kunsthistoriker |
| 1835        | Adolf Stoecker                             | 1909       | evangelischer Theologe und antisemitischer Politiker |
| 1835        | Heinrich Claus                             | 1892       | Architekt |
| 1837        | Moritz von Kaisenberg                      | 1910       | preußischer Oberstleutnant, Rittergutsbesitzer und Schriftsteller                                                                                             |
| 1840        | Ferdinand Heine                            | 1920       | Pflanzenzüchter und Ornithologe |
| 1842        | August Heine                               | 1919       | Politiker (SPD), Reichstagsabgeordneter |
| 1842        | Carl Haber                                 | 1895       | Mitbegründer eines Konsumvereins, einer Kreditgenossenschaft und der Großeinkaufs-Gesellschaft Deutscher Consumvereine m.b.H. (GEG) Hamburg                   |
| 1844        | Edmund Blume                               | 1914       | Maler, Zeichner und Grafiker |
| 1844        | Friedrich Carl Peltz                       | 1914       | Architekt und Baubeamter |
| 1847        | Karl Eduard Blume                          | 1909       | Jurist, Reichsgerichtsrat |
| 1847        | Adolf Lepp                                 | 1906       | Schriftsteller und Dichter |
| 1848        | Carl Eitz                                  | 1924       | Akustiker und Musikpädagoge |
| 1848        | Karl Haupt                                 | 1907       | Philologe und Historiker |
| 1852        | Bodo Wille                                 | 1932       | Landschaftsmaler |
| 1856        | Clara Blüthgen geborene Clara Kilburger    | 1934       | Schriftstellerin |
| 1857        | Johannes Kriebitzsch                       | 1938       | Glasmaler |
| 1857        | Hermann Seeger                             | 1945       | Maler |
| 1858        | Aron Hirsch                                | 1942       | Buntmetall- und Hüttenindustrieller |
| 1865        | Lily Braun geborene Amalie von Kretschmann | 1916       | Schriftstellerin, SPD-Politikerin, Frauenrechtlerin |
| 1865        | Hans Hesse                                 | 1938       | Generalmajor |
| 1865        | Hermann Passow                             | 1919       | Chemiker |
| 1869        | Eduard Peters                              | 1948       | Prähistoriker |
| 1870        | Frithjof von Hammerstein-Gesmold           | 1944       | Generalleutnant |
| 1870        | Emil Hirsch                                | 1938       | Chemiker und Metallindustrieller |
| 1872        | Kurt Klamroth                              | 1947       | Unternehmer |
| 1875        | Gustav Müller                              | 1946       | Politiker (SPD – USPD – KPD), MdR |
| 1875        | Paul Weber                                 | 1958       | Sozialdemokrat, 1920–1930 Oberbürgermeister von Halberstadt, Regierungspräsident des preußischen Regierungsbezirks Magdeburg                                  |
| 1876        | Minna Bollmann geborene Minna Zacharias    | 1935       | Politikerin (SPD), erste weibliche Abgeordnete in einem deutschen Nationalparlament, „Frontfrau“ der Halberstädter Arbeiterbewegung                           |
| 1876        | Alfred Berg                                | 1945       | Pädagoge und Schriftsteller |
| 1879        | Hans Nordmann                              | 1957       | Eisenbahningenieur |
| 1880        | Georg Kühne                                | 1941       | Ingenieur und Hochschullehrer |
| 1881        | Moses Auerbach                             | 1976       | deutsch-israelischer Rabbiner |
| 1884        | Otto Witte                                 | 1963       | Politiker (SPD), Reichstagsabgeordneter, Präsident des Hessischen Landtags                                                                                    |
| 1884        | Richard Brademann                          | 1965       | Architekt und Eisenbahn-Baubeamter, Planer zahlreicher Bahnhöfe und Gebäude der Berliner S-Bahn                                                               |
| 1888        | Yitzhak Baer geboren als Fritz Baer        | 1980       | jüdischer Historiker und Autor |
| 1888        | Kurt Pfaffenberg                           | 1971       | Lehrer und Palynologe |
| 1888        | Elsbeth Zander                             | 1963       | Gründerin des Deutschen Frauenordens und Leiterin der NS-Frauenschaft                                                                                         |
| 1889        | Malte zu Putbus                            | 1945       | Großgrundbesitzer |
| 1889        | Gerhard Stumme                             | 1934       | Landrat in Weißensee und Nordhausen |
| 1890        | Gertrud Baer                               | 1981       | Frauenrechtlerin und Friedensaktivistin |
| 1891        | Helmuth Weidling                           | 1955       | General im Zweiten Weltkrieg |
| 1893        | Walter Lindemann                           | 1985       | Pädagoge, Hochschullehrer, Kommunist, Politiker |
| 1894        | Ernst Vogel                                | 1970       | Maler |
| 1896        | Albert Heinz                               | 1945       | Politiker (NSDAP) und SA-Führer |
| 1897        | Julius Barheine                            | 1976       | Maler und Grafiker |
| 1898        | Hans Georg Klamroth                        | 1944       | Mitwisser und Beteiligter des Hitler-Attentates vom 20. Juli 1944                                                                                             |
| 1898        | Wilhelm Pramme                             | 1965       | Maler |
| 1898        | Bert Brennecke                             | 1970       | Schriftsteller |
| 1899        | Arthur Mund                                | unb.       | Wasserspringer |
| 1899        | Hans-Friedrich Rosenfeld                   | 1993       | Germanist und Hochschullehrer |
| 1900        | Lothar Berger                              | 1971       | Offizier, Generalmajor |
| 1900        | Martin Bormann                             | 1945       | Leiter der Partei-Kanzlei der NSDAP |
| 1902        | Georg Jungclas                             | 1975       | Politiker |
| 1902        | Albert Bormann                             | 1989       | Leiter der Privatkanzlei Hitlers |
| 1902        | Karl Ellrich                               | 1988       | Lehrer und Gewerkschafter |
| 1902        | Friedrich Greil                            | 2003       | Leiter der deutschsprachigen Sendungen bei NHK, Japan |
| 1903        | Gerhart Heine                              | 1974       | Kaufmann und Politiker |
| 1903        | Alfred Pape                                | nach 1948  | Politiker (NSDAP) und SA-Führer |
| 1906        | Herbert Tischner                           | 1984       | Ethnologe |
| 1907        | Friedrich Wilhelm Kraemer                  | 1990       | Architekt und Hochschullehrer |
| 1911        | Gerd Springorum                            | 1995       | Politiker (CDU), MdB |
| 1912        | Jürgen Bennecke                            | 2002       | General und früherer NATO-Oberbefehlshaber der Alliierten Streitkräfte Europa-Mitte                                                                           |
| 1912        | Hans Schmidt                               | 2009       | Lehrer, Heimatpfleger, Autor und Regionalhistoriker |
| 1913        | Günter Kallinich                           | 2012       | Pharmaziehistoriker |
| 1914        | Christa Johannsen                          | 1981       | Schriftstellerin |
| 1914        | Kurt Böhner                                | 2007       | Prähistoriker und Mittelalterarchäologe |
| 1914        | Hans-Wolfram Knaak                         | 1941       | Offizier im Widerstand gegen den Nationalsozialismus |
| 1915        | Erich Hammer                               | 2001       | Puppenspieler und Filmregisseur |
| 1924        | Jakob Hirsch                               | 2018       | israelischer Jurist, ehemaliger Staatssekretär beim Staatskontrolleur und Generaldirektor der Bank Leumi. Aktiv in den deutsch-israelischen Beziehungen.      |
| 1925        | Gert Schliephake                           | 2007       | Zoologe und Hochschullehrer |
| 1927        | Gabriel Bach                               | 2022       | israelischer Jurist, stv. Chefankläger im Prozess gegen Adolf Eichmann, Richter am Höchsten Gericht Israels, Vertreter des Staates Israel bei UNO-Konferenzen |
| 1927        | Heinz Hahmann                              | 2022       | Sportwissenschaftler und Hochschullehrer |
| 1928        | Wolfgang Herbst                            | 1995       | Historiker und Museologe |
| 1929        | Joachim Rogge                              | 2000       | evangelischer Theologe und Bischof |
| 1930        | Hans-Eberhard Blume                        |            | Musikmanager |
| 1930        | Günter Hartmann                            |            | Politiker (NDPD) |
| 1930        | Jürgen Feindt                              | 1978       | Tänzer und Schauspieler |
| 1930        | Herbert Kelle                              | 2012       | Politiker (SED) |
| 1931        | Hans-Joachim Liesecke                      | 2019       | Hochschullehrer für Grünflächenbau |
| 1932        | Alexander Kluge                            |            | Filmemacher, Schriftsteller und Fernsehautor |
| 1932        | Wolfgang Policek                           | 2000       | Maler und Grafiker |
| 1932        | Karl-Heinz Steinbrück                      | 2000       | Kunstschmied |
| 1933        | Sabine Klamroth                            | 2025       | Juristin und Autorin |
| 1933        | Rolf Rose                                  |            | Maler, Grafiker, Bildhauer |
| 1934        | Wolfgang Schaefer                          | 2003       | Politiker (SPD) |
| 1934        | Hans Speth                                 | 2016       | Fußballspieler und Fußballtrainer |
| 1936        | Hans Becker                                | 2017       | Geograph |
| 1936        | Peter Gente                                | 2014       | Verleger |
| 1937        | Renate Chotjewitz-Häfner                   | 2008       | Autorin, Übersetzerin und Publizistin |
| 1937        | Alexandra Kluge                            | 2017       | Ärztin und Schauspielerin |
| 1937        | Bernd Oetter                               |            | Jurist und Diplomat |
| 1938        | Wibke Bruhns geborene Klamroth             | 2019       | Journalistin und Autorin, erste Nachrichtensprecherin des ZDF                                                                                                 |
| 1939        | Walter Kraus                               | 2020       | Schriftsteller |
| 1939        | Hans-Georg Losert                          |            | Glaser, Glasmaler und Glasrestaurator |
| 1940        | Dorothea Chryst                            |            | Opernsängerin |
| 1940        | Rainer Litten                              |            | Richter und Staatssekretär |
| 1941        | Karin Beyer                                |            | Schwimmerin |
| 1941        | Manfred Oppermann                          |            | Archäologe und Museumsdirektor |
| 1941        | Joachim Wahnschaffe                        |            | Politiker (SPD) |
| 1943        | Wilhelm Rimpau                             | 2024       | Arzt |
| 1944        | Hans-Werner Springorum                     |            | Orthopäde und Chirurg |
| 1945        | Roland von Hunnius                         |            | Politiker (FDP) |
| 1946        | Karl-Heinz Richter                         |            | Bildhauer |
| 1947        | Volker Gröbe                               |            | Schriftsteller Kölscher Mundart |
| 1947        | Jörg-Tilmann Hinz                          |            | Metall-Bildhauer |
| 1948        | Jürgen Sparwasser                          |            | Fußballer, Torschütze WM 1974 BRD – DDR |
| 1948        | Hans Engel                                 |            | Handballspieler |
| 1949        | Lutz Lindemann                             |            | Fußballspieler und Trainer |
| 1951        | Detlef Eckert                              |            | Politiker (Die Linke) |
| 1953        | Jochen Danneberg                           |            | Skispringer und Skisprungtrainer |
| 1954        | Ulrich Neumann                             |            | Fernsehjournalist, Filmemacher und Autor |
| 1954        | Christoph Weihe                            |            | Bildhauer und Steinmetz |
| 1956        | Claudia Wunderlich                         |            | Handballspielerin |
| 1957        | Volker Caysa                               | 2017       | Philosoph |
| 1960        | Anke Lautenbach                            | 2012       | Sängerin, Dozentin und Professorin für Musikwissenschaften |
| 1961        | Frank Lindemann                            |            | Fußballspieler |
| 1962        | Else Gabriel                               |            | Künstlerin, Hochschullehrerin |
| 1962        | Edwina Koch-Kupfer                         |            | Politikerin, Abgeordnete im Landtag Sachsen-Anhalts |
| 1962        | Frank Lieberam                             |            | Fußballspieler und -trainer |
| 1963        | Cornelia Ullrich geborene Feuerbach        |            | Leichtathletin |
| 1963        | Jens Ramme                                 |            | Fußballtorwart |
| 1965        | Jörg Schmalian                             |            | Festkörperphysiker und Hochschullehrer |
| 1967        | Detlef Kirchhoff                           |            | Ruderer |
| 1971        | Christian Hecht                            |            | Politiker (AfD) |
| 1972        | Judith Burger                              |            | Kinderbuch- und Feature-Autorin |
| 1976        | Franziska Weidinger                        |            | Politikerin (CDU) |
| 1979        | Yvonne Cernota                             | 2004       | Bobfahrerin |
| 1982        | Daniel Szarata                             |            | Oberbürgermeister von Halberstadt |
| 1984        | Felix Michael Lehrmann                     |            | Schlagzeuger |
| 1987        | Linda Hesse                                |            | Sängerin |
| 1988        | Georg Fleischhauer                         |            | Leichtathlet |
| 1989        | Susann Mertz                               |            | Schauspielerin und Synchronsprecherin |
| 1992        | Martin Kröber                              |            | Politiker (SPD) |
| 1993        | Friederike Meinke                          |            | Opern- und Operettensängerin |
| 1995        | Maximilian Rossmann                        |            | Fußballspieler |

## Persönlichkeiten, die vor Ort wirken oder gewirkt haben
(in chronologischer Reihenfolge des Geburtsdatums)
- Suidger von Morsleben und Hornburg (1005–1047), Domkanoniker in Halberstadt, später Papst
- Balthasar von Neuenstadt († 1516), Dompropst zu Halberstadt
- Johannes Scheyring (Ziering) (1454–1516), Theologe, Rektor der Universität Leipzig, war ab 1494 bis zu seinem Tode Domherr in Halberstadt
- Peter von Boetticher (1525–1585), Reformator, Gräflich-Hohnsteinischer Kanzler und ab 1568 Stiftskanzler zu Halberstadt
- Christof von Britzke (1535–1610), Amtshauptmann zu Halberstadt
- Heinrich Julius von Braunschweig-Wolfenbüttel (1564–1613), ab 1589 Administrator des Bistums Halberstadt
- Simon Bingelhelm (ca. 1565–1600), Schwerverbrecher
- Matthias von Oppen (ca. 1565–1621), bedeutender Ökonom sowie Kirchenpolitiker, Dechant des Halberstädter Domkapitels
- Justus Oldekop (1597–1667), Jurist, Diplomat, evangelisch, Vorkämpfer gegen Hexenprozesse, wirkte in Halberstadt
- Christian von Braunschweig-Wolfenbüttel (1599–1626), Feldherr, genannt der tolle Halberstädter, ab 1616 Administrator des Bistums Halberstadt
- Andreas Werckmeister (1645–1706), Musiker und Musiktheoretiker, führte die wohltemperierte Stimmung für Tasteninstrumente ein und wirkte ab 1696 als Organist der Martinikirche in Halberstadt
- Issachar Berend Lehmann (1661–1730), Hofjude Augusts des Starken
- Jacob Friedrich Reimmann (1668–1743), Polyhistor und Aufklärer, Begründer der modernen deutschen Literaturwissenschaft, ab 1692 Rektor an der Martinischule in Halberstadt
- Caspar Abel (1676–1763), Theologe und Historiker, Gymnasialrektor in Halberstadt
- Anastasius Lagrantinus Rosenstengel (1687–1721), „Land- und Leute-Betrügerin“
- Christian Gottfried Struensee (1717–1782), Rektor des Domgymnasiums Stephaneum
- Johann Wilhelm Ludwig Gleim (1719–1803), Gründer des Halberstädter Dichterkreises
- Johann Benjamin Michaelis (1746–1772), Dichter, lebte und arbeitete seine letzten Lebensjahre in Halberstadt
- Gottlob Nathanael Fischer (1748–1800), Pädagoge, Theologe und Schriftsteller, Rektor des Martieums und der Domschule Stephaneum sowie Mitglied des örtlichen Dichterkreises sowie der Literarischen Gesellschaft
- Johann August Ernst Graf von Alvensleben (1758–1827), 1796–1810 letzter Domdechant in Halberstadt und Braunschweigischer Staatsminister
- Heinrich Gottlieb Zerrenner (1750–1811), evangelischer Theologe und Schriftsteller, Generalsuperintendent von Halberstadt
- Johann Friedrich Niemann (1764–1846), Mediziner und Fachschriftsteller
- Georg Carl Adolph Hasenpflug (1802–1858), Maler, ab 1830 in Halberstadt und hier verstorben
- Wilhelm Schatz (1802–1867), Botaniker und Philologe, war Lehrer und Botaniker in Halberstadt, verfasste eine Chronik für Halberstadt
- Adolf Krummacher (1824–1884), Kirchenliederdichter, von 1853 bis 1872 Domprediger in Halberstadt
- Carl Kehr (1830–1885), Volksschulpädagoge und pädagogischer Schriftsteller, von 1872 bis 1884 Leiter des Seminars in Halberstadt
- Paul Schmook (1860–1921), Jurist und Bürgermeister
- Friedrich Heine (1863–1929), Unternehmer und Gründer der Würstchen- und Konservenfabrik („Halberstädter Würstchen“)
- Hans Marckwald (1874–1933), Journalist, SPD-Politiker (SPD)
- Kurt Löwenstein (1885–1939), Politiker (SPD) und Pädagoge
- Franz Moericke (1885–1956), Politiker (SPD, KPD, SED)
- Prinz Rangsit von Chainad (1885–1951), besuchte das Gymnasium in Halberstadt
- Georg Schilling (1886–1952), Direktor der Provinzial-Taubstummenanstalt Halberstadt, Politiker (Zentrum), Mitglied des preußischen Staatsrats
- Gustaf Gründgens (1899–1963) war in der Spielzeit 1920/21 am Halberstädter Theater engagiert
- Paulus Hinz (1899–1988), evangelischer Pfarrer und Kunsthistoriker, Superintendent in Halberstadt
- Walter Martin (1901–1985), Schauspieler und Regisseur
- Georg Jungclas (1902–1975), Politiker (SPD, KPD)
- Herta Rennebaum (1902–1996), Pianistin, Klavierpädagogin, Kulturpreis der Stadt Halberstadt 1995
- Theo Lingen (1903–1978), spielte 1923 am Halberstädter Theater
- Wilhelm Kamlah (1905–1976), Historiker, Theologe, Musiker, Philosoph, besuchte in Halberstadt das Gymnasium
- Paulus Skopp (1905–1999), SPD-Politiker, langjähriger Oberbürgermeister von Speyer, Landtagsabgeordneter in Rheinland-Pfalz
- Walter Detering (1907–nach 1945), NSDAP-Kreisleiter in Halberstadt
- Hans Auenmüller (1926–1991), Dirigent und Komponist
- Erdmann-Michael Hinz (1933–1950), Bildhauer
- Annedore Policek (* 1935), Malerin
- Adolf Siebrecht (1937–2019), Prähistoriker, Museumsdirektor in Halberstadt
- Rainer O. Neugebauer (* 1954), Gründungsdekan des Fachbereichs Verwaltungswissenschaften der Hochschule Harz in Halberstadt und Kulturpreisträger
- Andreas Henke (* 1962), von 2007 bis 2020 Oberbürgermeister von Halberstadt
- Kathrin R. Hotowetz (* 1965), Schriftstellerin, Persönlichkeit des Jahres 2021 der Stadt Halberstadt